# Hoegaarden (Brauerei)

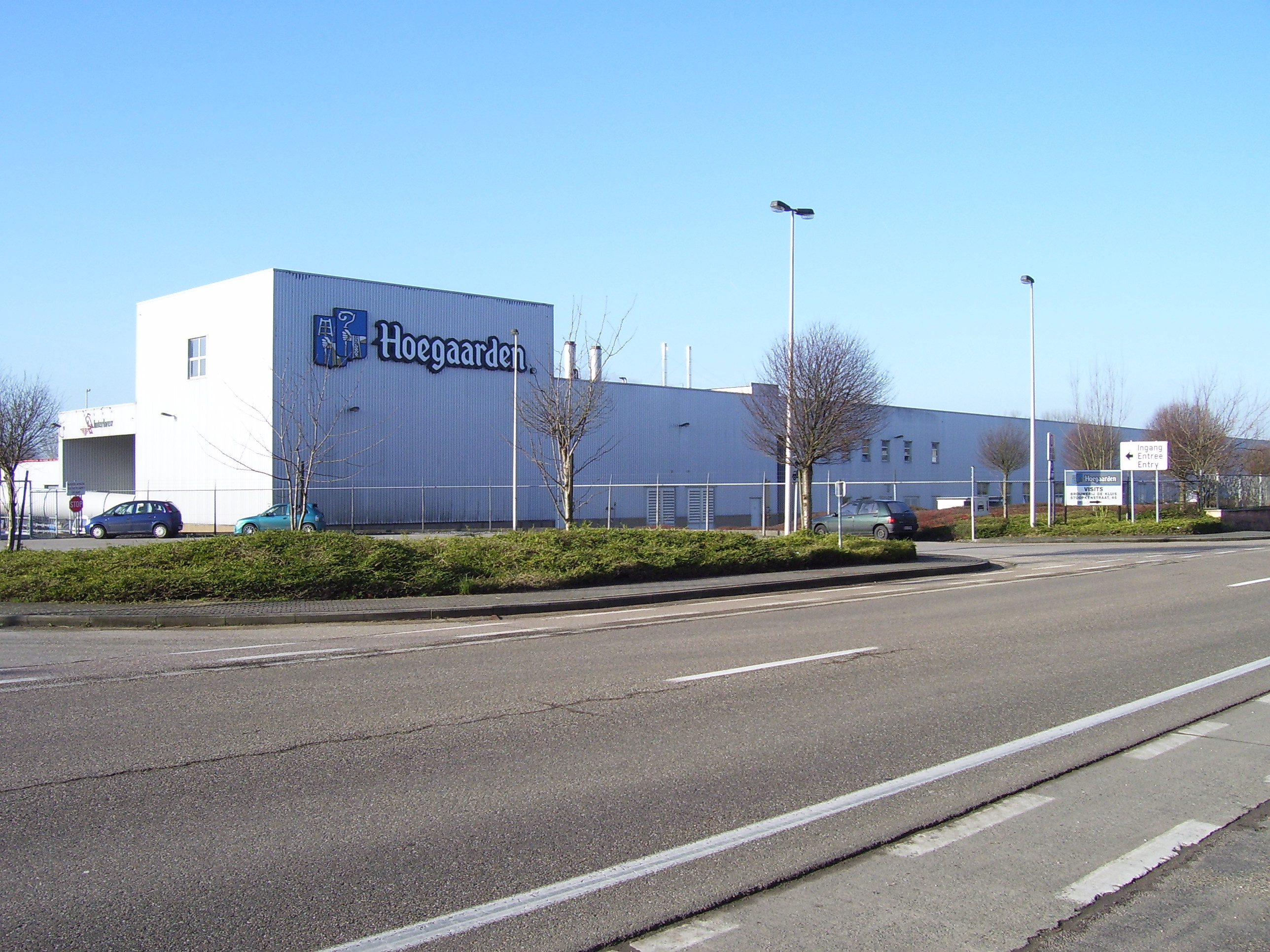
Die Brauerei Hoegaarden

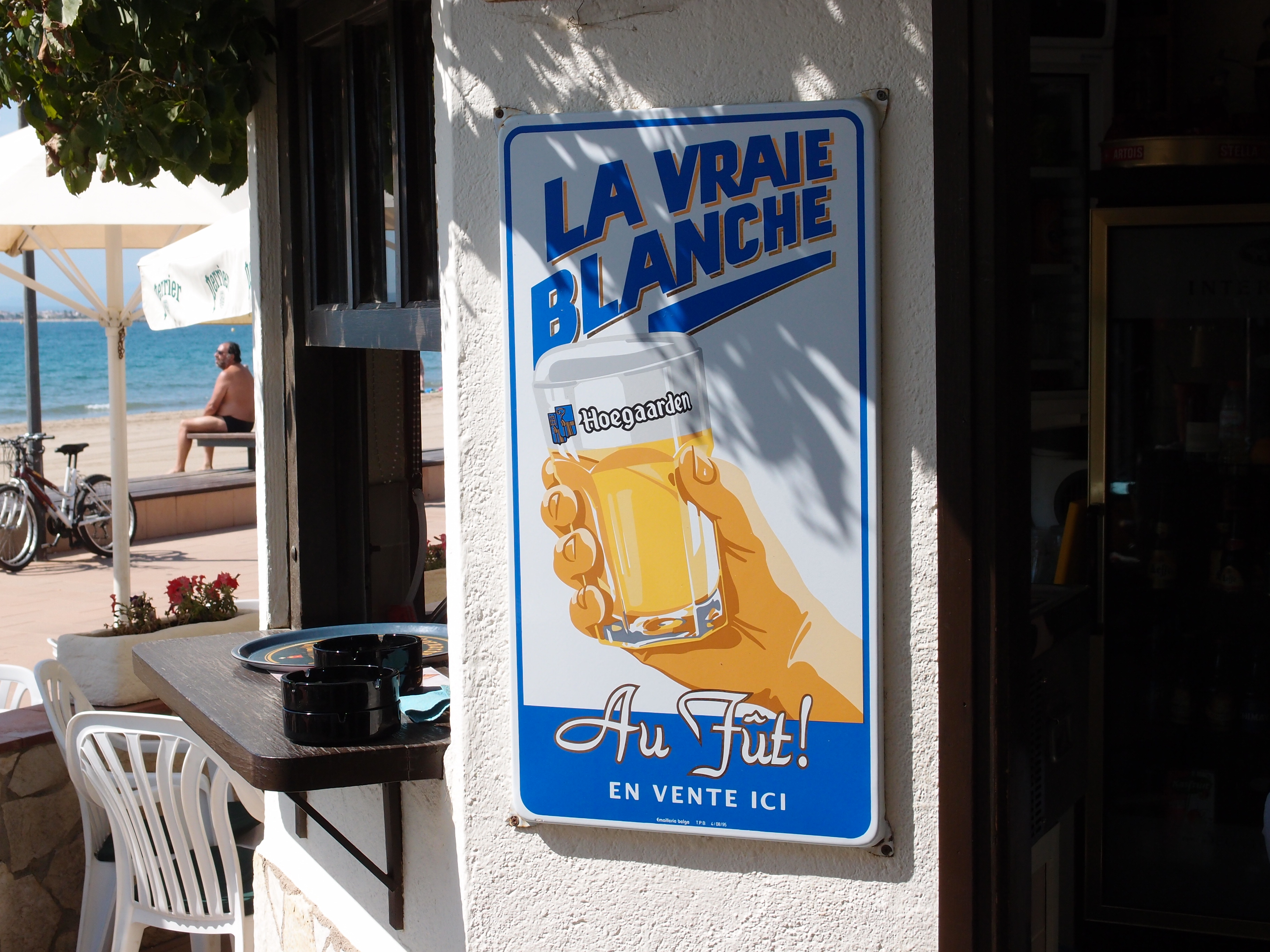
Hoegaarden Außenwerbung in Roses

Hoegaarden [ɦuˈʝardən] ist eine belgische Bierbrauerei, die sich in der gleichnamigen flämischen Gemeinde Hoegaarden befindet; sie gehört zum größten Brauereiverbund der Welt, der Anheuser-Busch InBev Gruppe, mit Hauptsitz in Löwen.

## Geschichte
Die Brautradition in der Gemeinde Hoegaarden reicht zurück bis ins Mittelalter; noch im 19. Jahrhundert gab es im Ort dreizehn Brauereien und neun Brennereien. Im Jahr 1955 endete diese lange Tradition vorläufig mit der Schließung des letzten Braubetriebes. Im Jahr 1966 gründete Pierre Celis, ein örtlicher Milchmann, dort erneut eine Brauerei und benannte seine erste Biermarke nach dem gleichnamigen Ort: Hoegaarden. Die Bierproduktion wurde von anfänglich 350 Hektoliter auf jährlich 1975 Hektoliter im Jahr 1978 ausgeweitet. 1969 brachte Celis das Hoegaarden Grand Cru auf den belgischen Markt. 1978 erwarb er die Wasser- und Softdrinkfabrik De Kluis und baute sie zur Brauerei De Kluis um; die Braukapazität und der Absatz konnten hierdurch nochmals erheblich gesteigert werden. 1985 wurde die Brauerei De Kluis durch einen Brand zerstört und unter neuem Namen als Brauerei Hoegaarden wieder aufgebaut. Die damalige Brauerei Stella Artois – die 1988 zum Brauereiverbund InBev fusionierte – beteiligte sich an der Finanzierung des Wiederaufbaus und erwarb gleichzeitig 45 Prozent der Geschäftsanteile. Im Jahre 1990 übernahm InBev auch die restlichen Anteile vom Firmengründer Celis – und die 2008 zur Anheuser-Busch InBev zusammengeschlossene Brauereigruppe ist somit heute alleiniger Eigentümer der Brauerei Hoegaarden.

## Marken
- Hoegaarden Witbier (4,9 %)
- Hoegaarden Rosée (3 %)
- Hoegaarden Citron (3 %)
- Hoegaarden Spéciale (5,7 %)
- Hoegaarden Grand Cru (8,5 %)
- De Verboden Vrucht (8,5 %)
- Hoegaarden Julius (8,8 %)

## Fotos

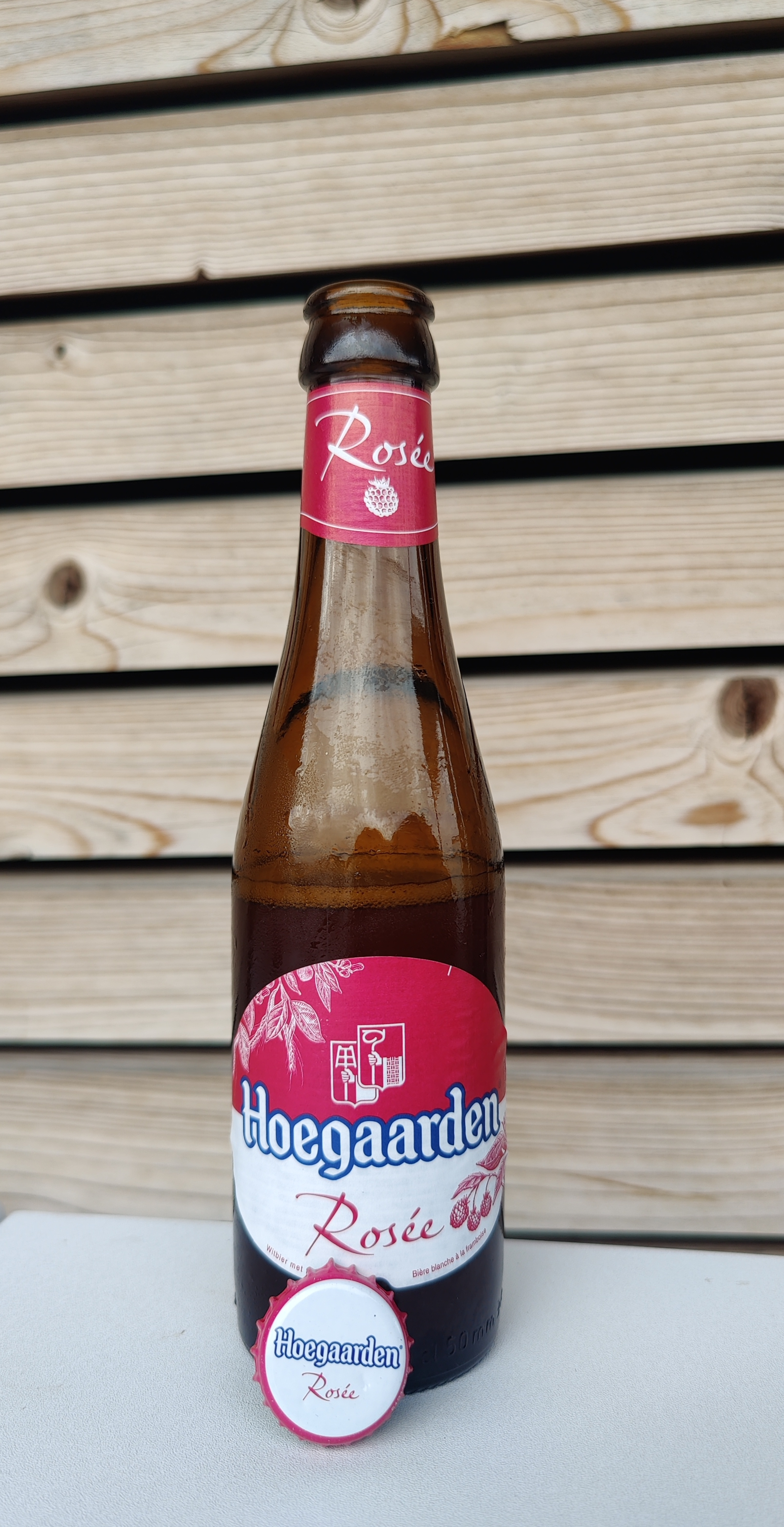
Hoegaarden Rosée
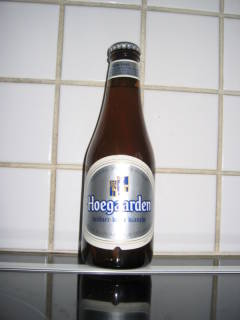
Hoegaarden Witbier
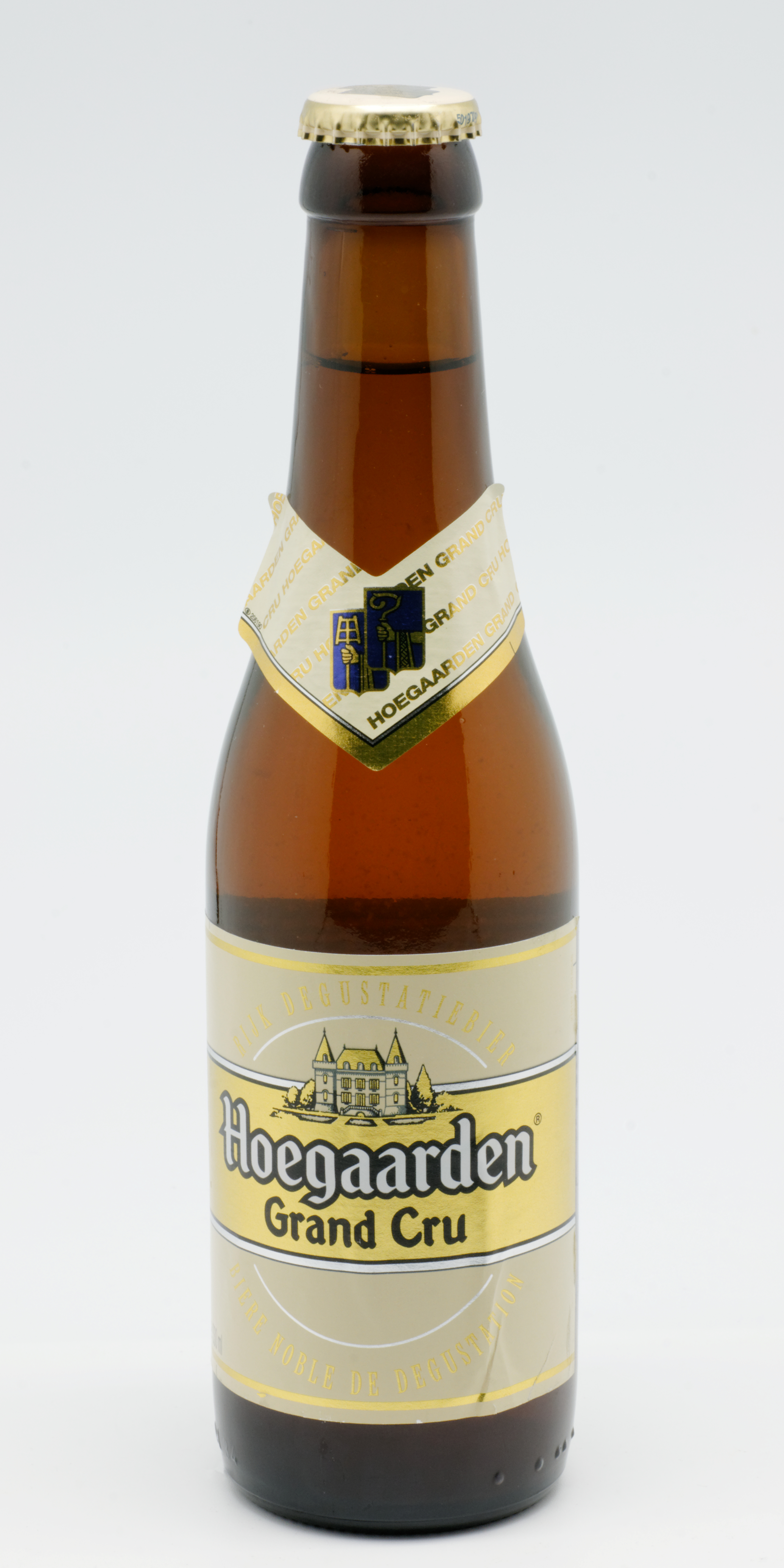
Hoegaarden Grand Cru
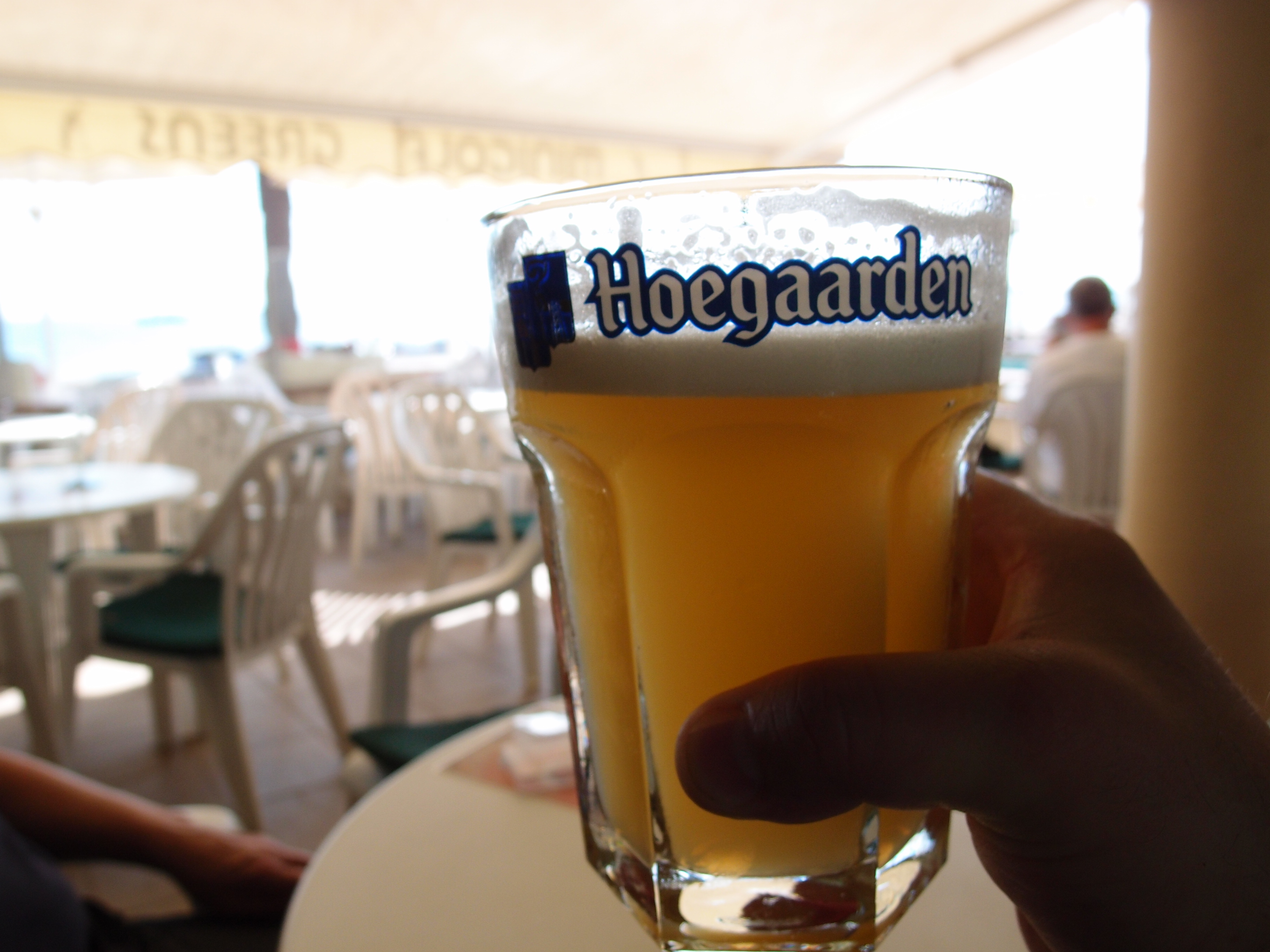
Hoegaarden im 0,5 l Originalglas
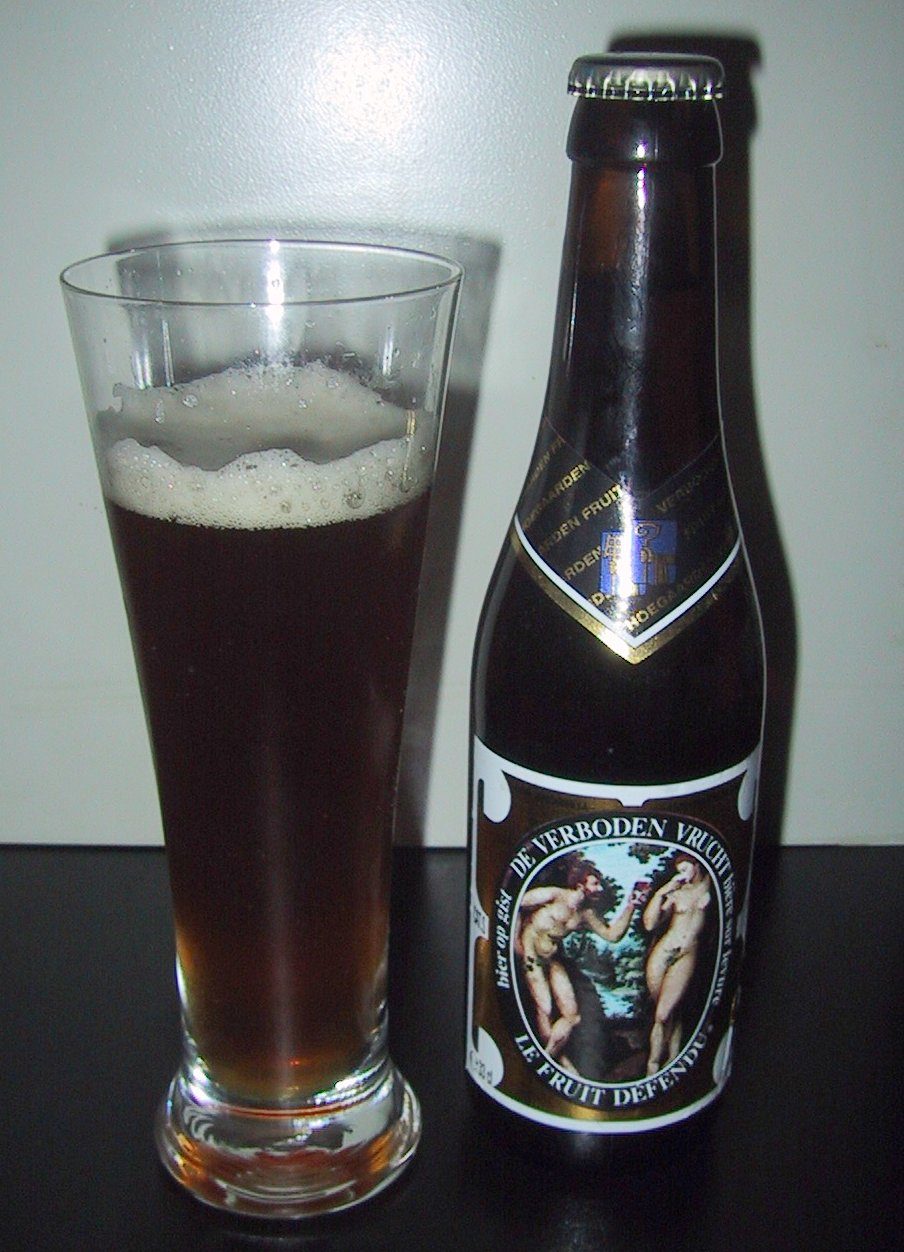
De Verboden Vrucht